# Bufo spinosus
Bufo spinosus, auch Mittelmeer-Erdkröte oder Westliche Erdkröte, ist eine Art der Froschlurche aus der Familie der Kröten (Bufonidae). Sie ist in Westfrankreich und auf der Iberischen Halbinsel verbreitet, auch die Populationen in Nordwestafrika (Maghreb) gehören wahrscheinlich dieser Art an. Bufo spinosus wurde erstmals 1803 von Daudin beschrieben, galt jedoch lange Zeit als Unterart (Bufo bufo spinosus) der Erdkröte (Bufo bufo). 2012 zeigten molekularbiologische Untersuchungen, dass es sich um eine eigenständige Art handelt, was zunehmend akzeptiert wird.

## Merkmale
Die Männchen werden bis zu 11 Zentimeter lang, die Weibchen bis zu 18 Zentimeter. Ihre Färbung reicht von oliv über graubraun bis hin zu ziegelrot. Die Iris der Kröten ist meist rot. Die Weibchen haben oft beigefarbene bis weiße Streifen oder Flecken. Die Warzen sind bei den Weibchen besonders stark ausgeprägt. Ihr Bauch ist beigefarben mit dunklen Marmorierungen. Die Männchen besitzen während der Paarungszeit Brunftschwielen an den ersten drei Fingern. Sie rufen mit einem hellen und schnarrenden Paarungsruf.

## Verbreitung
Das Verbreitungsgebiet erstreckt sich von Westfrankreich über Südfrankreich bis auf die Iberische Halbinsel, die Erdkröten des Maghreb (Tunesien, Algerien, Marokko) gehören wahrscheinlich ebenfalls zu dieser Art. Der östlichste Punkt des Verbreitungsgebietes dürfte ungefähr bei Toulon in Südfrankreich liegen. Die Verbreitungsgrenze mit der Erdkröte läuft diagonal mitten durch Frankreich.

## Vorkommen
Die Westliche Erdkröte steigt bis zu 2600 m. ü. M. auf. Als Laichplatz bevorzugt sie große und tiefe Gewässer, aber auch kleine und flache Biotope werden genutzt. Als Landlebensraum werden Wälder, Gebüsche und sogar steppenähnliche Wiesen genutzt.